# 1987 KB
1987 KB är en asteroid i huvudbältet, som upptäcktes 23 maj 1987 av Campinas-observatoriet.
Den har den diameter på ungefär 10 kilometer.